# Робърт Джеймс Уолър
Робърт Джеймс Уолър (на английски: Robert James Waller) е американски преподавател и писател на произведения-бестселъри в жанра драма.

## Биография и творчество
Робърт Джеймс Уолър е роден на 1 август 1939 г. в Чарлс Сити, Айова, САЩ. Израства в Рокфорд, Айова. Завършва през 1962 г. с бакалавърска степен и през 1964 г. с магистърска степен по изкуства Университета в Северна Айова. Получава докторска степен по бизнес от Бизнес училището Кели на университета в Блумингтън, Индиана, през 1968 г. След дипломирането си преподава мениджмънт и икономика в Университета на Северна Айова, а в периода 1980 – 1985 г. е бил декан на Факултета по бизнес мениджмънт. През 1986 г. напуска университета и се посмещава на писателската си дейност.
Първият му роман „Мостовете на Медисън“ е издаден през 1992 г. В него се разказва за любовната афера между фотографа Робърт Кинкейд от „Нешънъл джиографик“ и женената за фермер от Айова Франческа Джонсън. Романът става бестселър в списъка на „Ню Йорк Таймс“ и го прави известен. През 1995 г. романът е екранизиран в много успешния едноименен филм с участието на Клинт Истууд и Мерил Стрийп.
Заедно с романите „A Thousand Country Roads“ (Хиляди пътища) и „Танго“, „Мостовете на Медисън“ образува своеобразна трилогия.
Романът му „Puerto Vallarta Squeeze“ (Касапницата в Пуерто Валярта) от 1995 г. също е екранизиран с участието на Скот Глен и Харви Кайтел.
Освен като писател той е известен и като фотограф и музикант.
Робърт Джеймс Уолър умира от множествен меланом на костите на 10 март 2017 г. във Фредериксбърг, Тексас, САЩ.

## Произведения

### Самостоятелни романи
- The Bridges of Madison County (1992) – издаден и като „Love in Black and White“
Мостовете на Медисън, изд.: ИК „Хемус“, София (1994), изд. „Лабиринт“ (2014), прев. Емилия Масларова
- Slow Waltz in Cedar Bend (1993)
Бавен валс в Сидар Бенд, изд.: ИК „Хемус“, София (1995), прев. Красимира Абаджиева
- Border Music (1995)
- Puerto Vallarta Squeeze (1995)
- A Thousand Country Roads (2002)
- High Plains Tango (2005)
Танго, изд.: „Унискорп“, София (2008), прев. Мария Чайлд
- The Long Night of Winchell Dear (2006)

### Сборници
- Just Beyond the Firelight (1988)
- The Ballads of Madison County (1994)

### Документалистика
- One Good Road Is Enough (1990)
- Iowa (1991)
- Old Songs in a New Cafe (1994)
- The Summer Nights Never End...Until They Do (2011)

### Екранизации
- 1995 Мостовете на Медисън, The Bridges of Madison County
- 2004 Puerto Vallarta Squeeze
- 2007 Sur la route de Madison